# روولان مرادف
روولان مرادف (ترکی آذربایجانی: Rövlan Muradov؛ زادهٔ ۲۸ مارس ۱۹۹۸) بازیکن فوتبال است.
وی همچنین در تیم‌های ملی فوتبال زیر ۱۹ سال جمهوری آذربایجان و زیر ۲۱ سال جمهوری آذربایجان بازی کرده‌است.